# Mazda MX-3
Mazda MX-3 (type EC) var en lille mellemklassebil, fremstillet af Mazda i årene 1992 til 1998.

## Generelt
MX-3 var en firepersoners sportscoupé med forhjulstræk, selvbærende karrosseri, stor bagklap og 289 liter bagagerumsvolume bygget på platformen fra Mazda 323 mellem 1992 og 1998.
Udenfor Europa er modellen blevet solgt under flere forskellige navne. I Nordamerika hed modellen Mazda MX-3 Precidia, i Japan og på andre markeder Eunos Presso eller Autozam AZ-3. Modellen er bl.a. kendt for at have verdens mindste V6-motor (kun 1,85 liter slagvolume).
Bilen var 4,22 m lang, og akselafstanden var 2,46 m. For- og baghjulsophængene var udstyret med MacPherson-fjederben, og A-lænkerne var meget lange. Hovedkonkurrenten var Nissan 100NX.
Modellen fandtes i starten med to forskellige motorer:
- En 1,6-liters SOHC 16V firecylindret benzinmotor med 65 kW (88 hk) samt
- En 1,9 (1,85)-liters V6-benzinmotor (1845 cm³) med 98 kW (133 hk).

Frem for alt V6-udgaven havde i betragtning af motorens effekt gode køreegenskaber som følge af bilens lave vægt, det lave tyngdepunkt og gearkassens korte udveksling, som gav bilen en topfart på 202 km/t og en acceleration fra 0 til 100 km/t på 8,5 sekunder, hvilket dog også øgede brændstofforbruget betydeligt.

### Facelift
I starten af 1994 gennemgik modellen et facelift, hvor den samtidig blev udstyret med ABS, fire skivebremser (foran 257 mm indvendigt ventilerede; bagtil 251 mm), fører- og passagerairbags samt sidekollisionsbeskyttelse. Kabinen fik et nydesignet instrumentbræt med runde luftudtag, forsæderne blev modificeret og rudeoptrækkene var nu, ligesom sidespejlene og soltaget (ekstraudstyr), eldrevne (undtagen på specialmodellen Youngster, som ikke havde ABS og airbags).
Også motorerne blev modificeret (udstødningsnormer fra 1994 Euro1 (E2), fra 1996 Euro2):
- 1,6'eren med 16 ventiler fik to overliggende knastaksler, hvorved effekten steg til 79 kW (107 hk).
- 1,9'eren ydede nu 95 kW (129 hk).

I slutningen af 1994 blev bilen taget af modelprogrammet i USA, og i 1996 også i Canada. Produktionen sluttede der i efteråret 1996, mens bilen fortsatte i Europa og Asien frem til 1998.

## Tidslinje
1992
- Januar: Introduktion af MX-3 med motorerne 1,6i 16V 65 kW (88 hk) og 1,9i V6 24V 98 kW (133 hk).

1993
- Tilbagekaldelsesaktion på grund af fjederben med for lille dimension. Mazda frygtede, at fjedrene kunne springe og bore sig ind i dækkene.

1994
- Februar: Facelift. Modificerede motorer med 79 kW (107 hk) hhv. 95 kW (129 hk) som følge af L-Jetronic indsprøjtning. Dobbelt airbag og ABS standardudstyr undtagen på specialmodellen Youngster.

1996
- August: Specialmodeller Rio med alufælge og metallak samt Rave med hækspoiler, læderrat og velourindtræk.
- December: Indstilling af produktionen til Nordamerika.

1998
- Januar: Indstilling af produktionen uden efterfølger.

## Tekniske data
|                                                | 1.6i 16V                        | 1.6i 16V                        | 1.9i V6 24V         | 1.9i V6 24V         |
| Byggeår                                        | 1/1992–1/1994                   | 2/1994–1/1998                   | 1/1992–1/1994       | 2/1994–1/1998       |
| Motordata                                      |                                 |                                 |                     |                     |
| Motorkode                                      | B6                              | B6                              | K8                  | K8                  |
| Motortype                                      | R4-benzinmotor                  | R4-benzinmotor                  | V6-benzinmotor      | V6-benzinmotor      |
| Antal ventiler pr. cylinder                    | 4                               | 4                               | 4                   | 4                   |
| Ventilstyring                                  | OHC, tandrem                    | DOHC, tandrem                   | 2 × DOHC, tandrem   | 2 × DOHC, tandrem   |
| Fødesystem                                     | Multipoint                      | Multipoint                      | Multipoint          | Multipoint          |
| Trykladning                                    | –                               | –                               | –                   | –                   |
| Køling                                         | Vandkøling                      | Vandkøling                      | Vandkøling          | Vandkøling          |
| Boring × slaglængde                            | 78,0 × 83,6 mm                  | 78,0 × 83,6 mm                  | 75,0 × 69,6 mm      | 75,0 × 69,6 mm      |
| Slagvolume                                     | 1598 cm³                        | 1598 cm³                        | 1845 cm³            | 1845 cm³            |
| Kompressionsforhold                            | 9,0:1                           | 9,0:1                           | 9,2:1               | 9,2:1               |
| Maks. effekt ved omdr./min.                    | 65 kW (88 hk) 5300              | 79 kW (107 hk) 6200             | 98 kW (133 hk) 6800 | 95 kW (129 hk) 6800 |
| Maks. drejningsmoment ved omdr./min.           | 133 Nm 4000                     | 134 Nm 3600                     | 160 Nm 5300         | 157 Nm 5300         |
| Kraftoverførsel                                |                                 |                                 |                     |                     |
| Drivende hjul                                  | Forhjul                         | Forhjul                         | Forhjul             | Forhjul             |
| Gearkasse (standardudstyr)                     | 5-trins manuel                  | 5-trins manuel                  | 5-trins manuel      | 5-trins manuel      |
| Gearkasse (ekstraudstyr)                       | 4-trins automatisk              | 4-trins automatisk              | –                   | –                   |
| Præstationer1                                  |                                 |                                 |                     |                     |
| Topfart                                        | 179 km/t (168 km/t)             | 180 km/t (168 km/t)             | 202 km/t            | 202 km/t            |
| Acceleration 0-100 km/t                        | 10,5 sek. (14,0 sek.)           | 10,5 sek. (14,0 sek.)           | 8,5 sek.            | 8,5 sek.            |
| Brændstofforbrug pr. 100 km ved blandet kørsel | 7,5 liter (7,7 liter) Blyfri 91 | 7,9 liter (7,7 liter) Blyfri 91 | 8,8 liter Blyfri 91 | 8,8 liter Blyfri 91 |

Motorerne er ikke E10-kompatible.